# Home in Indiana
Home in Indiana (bra: Amor Juvenil) é um filme norte-americano de 1944, dos gêneros aventura e romance, dirigido por Henry Hathaway e estrelado por Walter Brennan e Lon McCallister.

## Sinopse
Thunder e Penny Bolt são um casal de fazendeiros à beira da aposentadoria, já que lhes resta somente um cavalo de corrida. Certo dia, recebem a visita do sobrinho Sparke Thornton, jovem da cidade que veio conhecer a vida do interior. Seu aprendizado recebe a ajuda de Char e Cri-Cri, adoráveis moças que lhe mostram todos os aspectos da rotina no campo, inclusive os prazeres da natação. Ele também decide tornar-se um campeão dos hipódromos e começa a criar uma promissora potranca. Thunder e Penny o incentivam...

## Premiações
| Patrocinador                                  | Prêmio | Categoria                          | Situação                    |
| --------------------------------------------- | ------ | ---------------------------------- | --------------------------- |
| Academia de Artes e Ciências Cinematográficas | Oscar  | Melhor Fotografia (preto e branco) | Indicado[carece de fontes?] |

## Elenco
| Ator/Atriz          | Personagem      |
| ------------------- | --------------- |
| Walter Brannan      | Thunder Bolt    |
| Lon McCallister     | Sparke Thornton |
| Jeanne Crain        | Char Bruce      |
| Charlotte Greenwood | Penny Bolt      |
| June Haver          | Cri-Cri Boole   |
| Ward Bond           | Jed Bruce       |
| Charles Dingle      | Godaw Boole     |